# Kriegerdenkmal (Borkum)

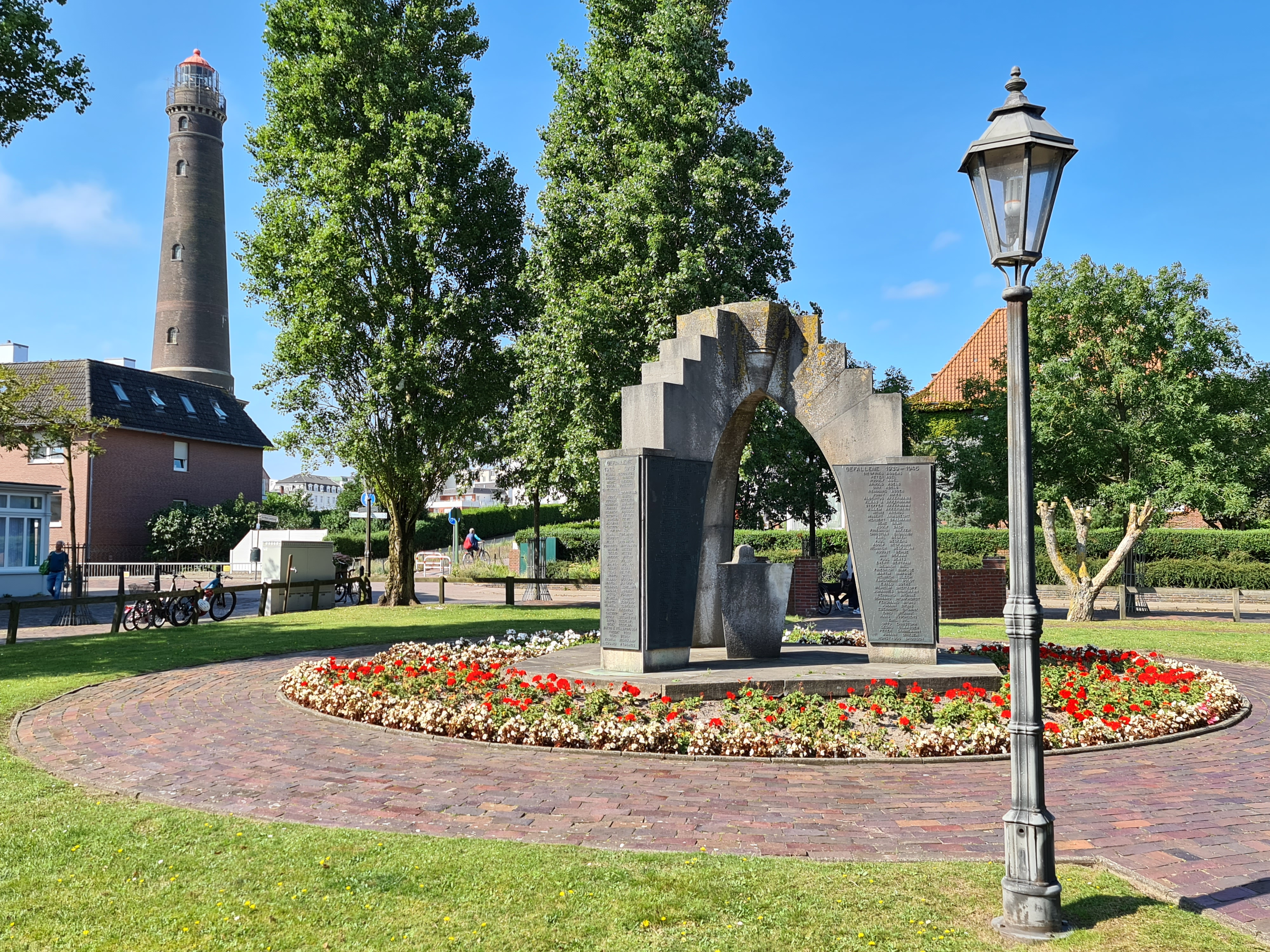
Kriegerdenkmal in der Hindenburgstraße

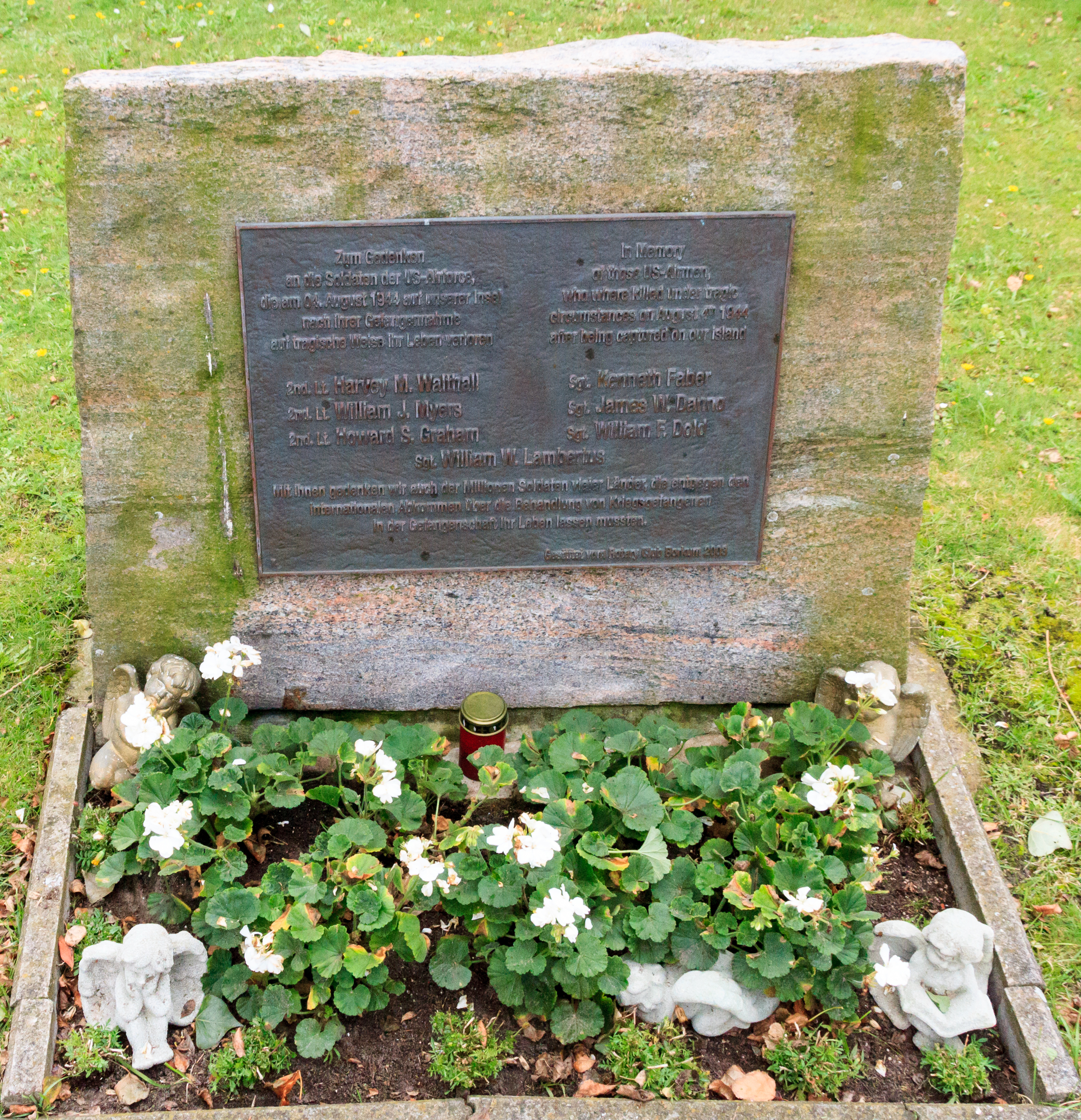
Gedenkstein für die Fliegermorde

Das Kriegerdenkmal in Borkum wurde 1925 zum Gedenken an die 82 im Ersten Weltkrieg gefallenen Borkumer errichtet und trägt heute die Inschrift Verweile und gedenke der Toten und Vermissten der Kriege. Bauherr war der örtliche Kriegerverein. Nach dem Zweiten Weltkrieg wurden die Namen von 260 Gefallenen und 62 Vermissten auf zusätzlichen Bronzetafeln montiert. Der aus drei konzentrischen Halbbögen bestehende Bau mit der umfassenden Grünanlage wurde unter der ID 457002.00193M001 als historisch und städtebaulich bedeutendes Einzeldenkmal in die Denkmalliste des Landkreises Leer aufgenommen.

## Gedenkstein für die Fliegermorde
Am 4. August 2003 wurde auf dem Platz des Denkmals ein zusätzlicher Gedenkstein zum Gedenken an die sieben ermordeten Besatzungsmitglieder der Borkumer Fliegermorde vom August 1944 enthüllt. Bei der offiziellen Feierstunde waren zwei ehemalige Besatzungsmitglieder des Bombers anwesend. Diese beiden hatten überlebt, weil sie vor der Notlandung des Flugzeuges abspringen konnten.